# Petra Gehring

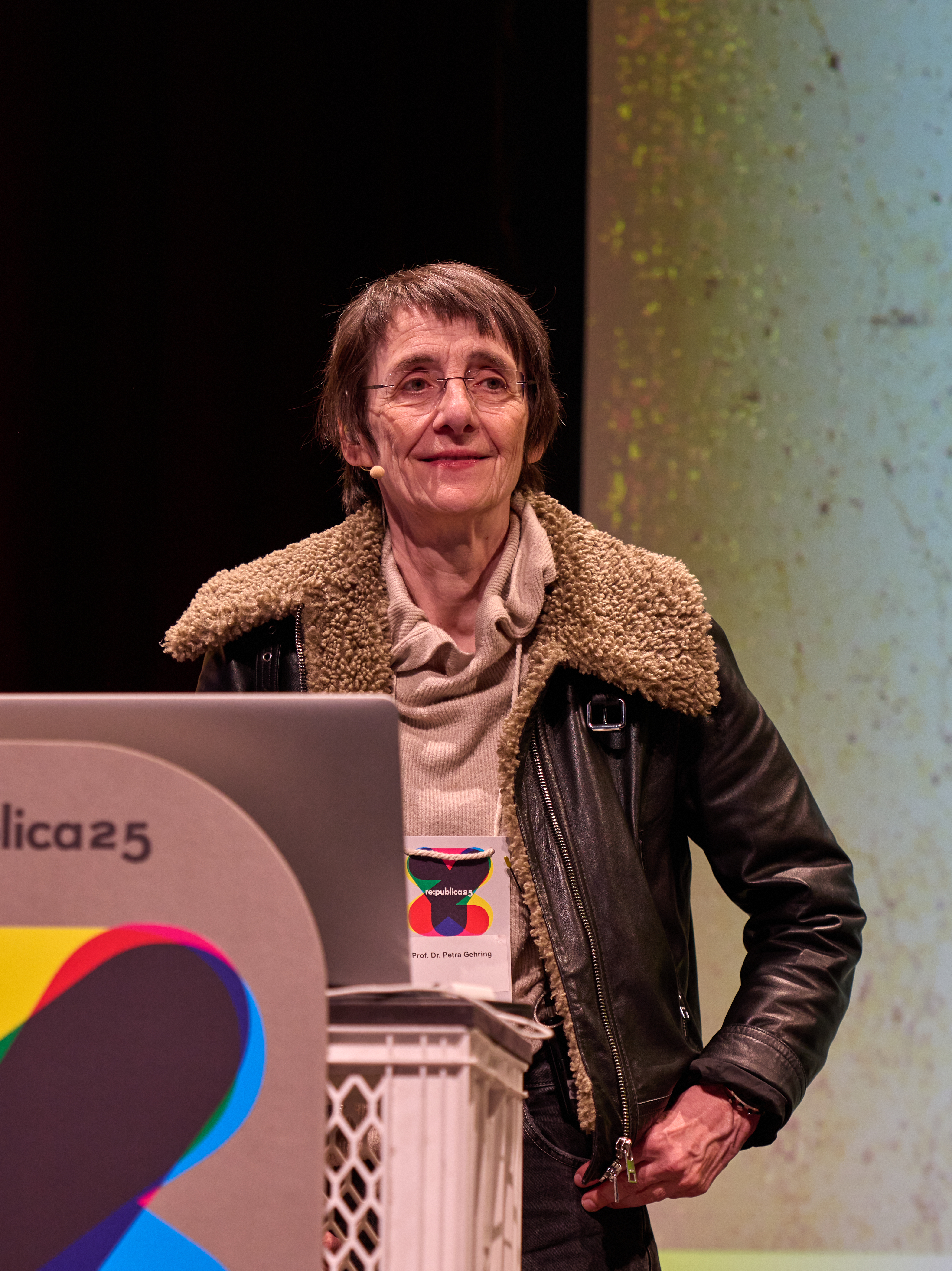
Petra Gehring, 2025

Petra Gehring (* 8. Oktober 1961 in Düsseldorf) ist eine deutsche Professorin für Philosophie.

## Werdegang
Petra Gehring studierte Philosophie, Politikwissenschaften und Rechtswissenschaft in Gießen, Marburg und Bochum. Ihr Studium schloss sie im Jahr 1988 mit dem Magister ab. 1992 wurde sie promoviert, und 2000 habilitierte sie sich. Später folgten Forschung und Lehre an den Universitäten Bochum und Hagen. Seit 2002 ist sie Professorin für Philosophie an der TU Darmstadt. Gehring ist Mitherausgeberin des Jahrbuch Technikphilosophie.
Im Studienjahr 2010/2011 war Petra Gehring Fellow am Wissenschaftskolleg zu Berlin tätig. Von 2008 bis 2013 war sie Vizepräsidentin der Technischen Universität Darmstadt. Seit 2014 ist sie Mitglied im Rat für Informationsinfrastrukturen der Gemeinsamen Wissenschaftskonferenz (GWK) von Bund und Ländern, dessen Vorsitzende sie seit November 2017 ist. Ein Jahr zuvor war sie Fellow der DFG-Kollegforschergruppe Medienkulturen der Computersimulation (MECS) an der Leuphana Universität Lüneburg.
Seit April 2020 leitet sie das Zentrum verantwortungsbewusste Digitalisierung mit Sitz in Darmstadt. Seit Juli 2020 ist Gehring Mitglied im Rat für Digitalethik des Landes Hessen.

## Forschung
Schwerpunkte
- Metaphysik und Metaphysikkritik – insbesondere des 19. und 20. Jahrhunderts
- Klassische und nachklassische Phänomenologie, Strukturalismus und 'poststrukturalistische' Theorien
- Philosophische Begriffsgeschichte und Metaphorologie
- Neue Technologien (Biotechniken, Digitalität), Technik und Macht
- Ethik als Politikfeld, Philosophie und Theorien des Rechts
- Ausgewählte Probleme der Ästhetik (Zeichen, Text, Stimme, Ton)

Aktuelle Forschungsschwerpunkte
- Geschichte und Metaphysik des Lebensbegriffs, Geschichte der Bioethik in Deutschland (1970–2010)
- Modale Konzepte der Macht
- Technikforschung: Arbeits- und Lebenswelt, Informationstechnologie, algorithmische Verfahren, Techniknutzung, Simulation
- Digitale Metaphernanalyse, Methoden der Digital Humanities

## Veröffentlichungen

### Monographien
- Französische Philosophie der Gegenwart II. Gemeinsam mit Kurt Röttgers. Studienbrief der FernUniversität Hagen. Verlag der Hochschule, Hagen 1994.
- Innen des Außen – Außen des Innen. Foucault, Derrida, Lyotard. Fink, München 1994, ISBN 3-7705-2936-7.
- Juridische Normativität. Institution – System – Medium – Dispositiv. Habilitationsschrift 1999. (Publikation in Vorbereitung.)
- Sterbehilfe. Die neue Zivilkultur des Tötens? Mabuse, Frankfurt am Main 2002, ISBN 3-935964-02-1.
- Foucault – Die Philosophie im Archiv. Campus, Frankfurt am Main 2004, ISBN 3-593-37393-9.
- Was ist Biomacht? Vom zweifelhaften Mehrwert des Lebens. Campus, Frankfurt am Main 2006, ISBN 3-593-38007-2.
- Ambivalenzen des Todes. Wirklichkeit des Sterbens und Todestheorien heute. Gemeinsam mit Marc Rölli u. Maxine Saborowski. Wissenschaftliche Buchgesellschaft, Darmstadt 2007, ISBN 978-3-534-20482-3.
- Traum und Wirklichkeit. Zur Geschichte einer Unterscheidung. Campus, Frankfurt am Main 2008, ISBN 978-3-593-38735-2.
- Michel Foucault. Geometrie des Verfahrens. Schriften zur Methode. Auswahl der Texte und Nachwort. Suhrkamp, Frankfurt am Main 2009, ISBN 978-3-518-29534-2.
- Theorien des Todes. Zur Einführung. Junius, Hamburg 2010, ISBN 978-3-88506-676-7.
- Parrhesia. Foucault und der Mut zur Wahrheit. Gemeinsam mit Andreas Gelhard. Diaphanes, Zürich 2012, ISBN 978-3-03734-173-5.
- Städte unterscheiden lernen: Zur Analyse interurbaner Kontraste: Birmingham, Dortmund, Frankfurt, Glasgow (Interdisziplinäre Stadtforschung). Herausgegeben gemeinsam mit Sybille Frank, Julika Griem und Michael Haus. Campus, Frankfurt am Main/New York 2014, ISBN 978-3-593-50211-3.
- Über die Körperkraft von Sprache. Studien zum Sprechakt. Campus, Frankfurt am Main 2019, ISBN 978-3-593-51056-9.
- Biegsame Expertise. Geschichte der Bioethik in Deutschland. Suhrkamp, Berlin 2025, ISBN 978-3-518-58820-8.

### Beiträge
- Die Körper und die Macht. In: Ralf Krause u. Marc Rölli (Hrsg.): Macht. Begriff und Wirkung in der politischen Philosophie der Gegenwart. Transcript, Bielefeld 2008, ISBN 978-3-89942-848-3, S. 175–192.
- Meisterdenker Agamben? Stellungnahmen gemeinsam mit Gerald Hartung und Susanne Lettow. In: Information Philosophie, Heft 5 / Dezember 2008, S. 25 ff.
- Weshalb die Trennung des Ministers vom Plagiator scheitert. Zweikörpertheorie und Politik der Politik. In: Oliver Lepsius, Reinhart Meyer-Kalkus (Hrsg.): Inszenierung als Beruf. Der Fall Guttenberg. Suhrkamp, Berlin 2011, ISBN 978-3-518-06208-1.
- Fragliche Expertise. Zur Etablierung von Bioethik in Deutschland In: Michael Hagner (Hrsg.): Wissenschaft und Demokratie. edition unseld, Berlin 2012, ISBN 978-3-518-26047-0.
- Keine Frage der Moral. In: Alice Schwarzer (Hrsg.): Es reicht! Gegen Sexismus im Beruf. kiwi, Köln 2013, ISBN 978-3-462-04588-8.
- Die Stunde der Mänaden. In: Zeitschrift für Ideengeschichte Heft IX/4 Winter 2015: Die Party, C.H. Beck, München 2015, ISBN 978-3-406-67384-9.
- Viele Fronten. Digitale Methoden fordern neue Prozesse: Wie kann Forschungspolitik Qualität und Verknüpfbarkeit von Daten sowie Datensouveränität sichern? In: Forschung und Lehre. September 2018.

### Herausgeberschaft
- mit Steffen Augsberg: Datensouveränität. Positionen zur Debatte. Campus, Frankfurt/New York 2022, ISBN 978-3-593-51643-1.